# サムホエア・イン・タイム
『サムホエア・イン・タイム』(Somewhere In Time)は、アイアン・メイデンの6枚目のスタジオアルバム。1986年9月29日に発売された。

## 収録曲
1. サムホエア・イン・タイム - Caught Somewhere In Time [7:25]
2. ウエイステッド・イヤーズ - Wasted Years [5:07]
3. 帰らざる航海 - Sea Of Madness [5:41]
4. ヘヴン・キャン・ウエイト - Heaven Can Wait [7:21]
後のライヴでも定番曲となり、大人数でコーラス・パートを歌う演出がなされている。
5. 長距離ランナーの孤独 - The Loneliness Of The Long Distance Runner [6:31]
6. ストレンジャー・イン・ア・ストレンジ・ランド - Stranger In A Strange Land [5:44]
7. デジャ＝ヴ - Deja-Vu [4:56]
8. アレキサンダー・ザ・グレイト - Alexander The Great [8:35]

## 参加ミュージシャン
- スティーヴ・ハリス  Steve Harris - ベース、ヴォーカル
- ブルース・ディッキンソン  Bruce Dickinson - リード・ヴォーカル
- デイヴ・マーレイ  Dave Murray - ギター
- エイドリアン・スミス  Adrian Smith - ギター、ヴォーカル
- ニコ・マクブレイン  Nicko McBrain - ドラムス